# De oude Sultan
De oude Sultan is een sprookje uit Kinder- und Hausmärchen, de verzameling van de gebroeders Grimm, met als nummer KHM48. De oorspronkelijke naam is Der alte Sultan.

## Het verhaal
Een boer vertelt zijn vrouw dat hij zijn trouwe hond Sultan de volgende dag zal doodschieten, omdat hij oud en nutteloos is geworden. De hond hoort het en gaat naar zijn vriend de wolf. De wolf zegt tegen de hond dat hij de volgende dag naast het kind van de boer moet gaan liggen en de wolf zal het kind dan stelen. Als de hond het naar de ouders terug brengt, zullen ze het hem aan niets doen ontbreken. Het gebeurt zoals gepland en de boer schenkt de hond genadebrood, hij laat zijn vrouw broodpap maken zodat de hond niet meer hoeft te kauwen. Sultan mag op het hoofdkussen liggen en de wolf denkt nu dat de hond een oogje toeknijpen zal als hij een schaap wil eten. Maar de hond wil zijn baas trouw blijven en waarschuwt zijn baas, die de wolf met de dorsvlegel te lijf gaat.
De wolf stuurt een wild zwijn naar de hond, hij wil het in het bos uitvechten. De hond gaat met een kat met drie poten op weg, de kat steekt zijn staart omhoog omdat hij pijn heeft tijdens het lopen. De tegenstanders denken dat de hond een sabel heeft meegenomen en omdat de kat hinkelt, denken ze dat er steeds een steen wordt gegooid. Het wilde zwijn verstopt zich in de struiken en de wolf klimt in een boom. De oren van het zwijn steken boven de bosjes uit en de kat ziet ze bewegen. Hij denkt een muis te zien en springt erop af. Hij bijt in het wilde zwijn, dat de wolf aanwijst. De wolf schaamt zich omdat hij zo bang is en sluit vrede met de hond.

## Achtergronden bij het verhaal
- Het sprookje is samengesteld uit twee verhalen, één uit Hessen en één uit Paderborn.
- Het eerste verhaal is bekend als een middeleeuwse fabel, het tweede was een volksverhaal in alle Europese landen.
- Het dier als helper komt in heel veel sprookjes voor;
  - drie raven in De trouwe Johannes (KHM6)
  - een beer in De twee gebroeders (KHM60)
  - een bij in De bijenkoningin (KHM62) en De twee reisgezellen (KHM107)
  - duiven in Assepoester (KHM21), De drie talen (KHM33) en De oude vrouw in het bos (KHM123)
  - een eend in Hans en Grietje (KHM15), De bijenkoningin (KHM62) en De twee reisgezellen (KHM107)
  - een geit in Eenoogje, tweeoogje en drieoogje (KHM130)
  - een haan in De drie gelukskinderen (KHM70)
  - een haas in De twee gebroeders (KHM60)
  - een hond in De drie talen (KHM33)
  - een kat in De drie gelukskinderen (KHM70) en De arme molenaarsknecht en het katje (KHM106)
  - een leeuw in De twee gebroeders (KHM60), De twaalf jagers (KHM67) en De koningszoon die nergens bang voor was (KHM121)
  - mieren in De witte slang (KHM17) en De bijenkoningin (KHM62)
  - een ooievaar in De twee reisgezellen (KHM107)
  - een paard in De ganzenhoedster (KHM89)
  - een pad in De drie veren (KHM63) en De ijzeren kachel (KHM127)
  - een raaf in De witte slang (KHM17) en Het boerke (KHM61)
  - een schimmel in Fernand getrouw en Fernand ontrouw (KHM126)
  - een slang in De drie slangenbladeren (KHM16) en De witte slang (KHM17)
  - een veulen in De twee reisgezellen (KHM107)
  - een vis in De witte slang (KHM17), Van de visser en zijn vrouw (KHM19), De goudkinderen (KHM85), Fernand getrouw en Fernand ontrouw (KHM126) en Het zeehaasje (KHM191)
  - een vogel in Assepoester (KHM21), De drie talen (KHM33) en De roverbruidegom (KHM40)
  - een vos in De gouden vogel (KHM57), De twee gebroeders (KHM60) en Het zeehaasje (KHM191)
  - een wolf in De twee gebroeders (KHM60)
- Afgedankte dieren komen ook voor in De Bremer stadsmuzikanten (KHM27). Ook in De vos en het paard wordt een dier afgedankt, maar het krijgt nog één kans om te bewijzen dat het "nuttig" kan zijn.
- Een vos en een wolf komen ook voor in De wolf en de vos (KHM73).
- Het sparen van dieren die later behulpzaam zijn, komt voor in De witte slang (KHM17), De twee gebroeders (KHM60), De bijenkoningin (KHM62) en Het zeehaasje (KHM191). Het zijn dieren op, onder en boven de aarde.
- Vergelijk De oude grootvader en zijn kleinzoon (KHM78).